# فرانسيس أوما
فرانسيس أوما (بالإنجليزية: Francis Ouma)‏ (مواليد 23 مارس 1988 في كينيا) لاعب كرة قدم كيني دولي يجيد اللعب في خط الهجوم . يلعب حاليا لصالح نادي بارما الإيطالي منذ 2008 .

## روابط خارجية
- فرانسيس أوما على موقع الاتحاد الدولي (مؤرشف)  (الإنجليزية)
- فرانسيس أوما على موقع قاعدة بيانات كرة القدم.إي يو (الإنجليزية)
- فرانسيس أوما على موقع ناشيونال فوتبول تيمز (الإنجليزية)